# S.K.V. Amsterdam
SKV Amsterdam is de op 13 juni 2002 opgerichte studentenkorfbalvereniging van Amsterdam. Leden komen voornamelijk van de Universiteit van Amsterdam (UvA), Vrije Universiteit Amsterdam (VU) en Hogeschool van Amsterdam (HvA)